# Medeski Martin and Wood
Il trio Medeski Martin and Wood, formato da John Medeski (tastiere, organo, pianoforte), Billy Martin (batteria, percussioni) e Chris Wood (basso, contrabbasso), nasce in un quartiere di Brooklyn (N.Y.), chiamato D.U.M.B.O. (Down Under the Manhattan Bridge Overpass) nel 1991.
La loro musica ha cercato sempre di riflettere la loro personalità, individualmente e collettivamente. Il trio inizia sperimentando moderni hip-hop beats, passando per ritmi swing, hard e jazz che, rimanendo essenzialmente semplici ed impulsivi, danno ampia possibilità ai musicisti di creare suoni ipnotici derivanti da improvvisazioni e armonie. "All'inizio, eravamo guidati dall'istinto", dice Wood, "abbiamo un naturale affiatamento, come pubblico e come musicisti, e ci lasciamo trasportare dovunque voglia".
Debuttano con l'album "Notes from the underground" (1992), inciso indipendentemente alla Hap-Jones records, passo obbligato dopo i numerosi concerti nei club di New York.
Attualmente, ancora attivissimi, contano 19 album come MMW (gli ultimi 3, tutti nel 2008) innumerevoli progetti musicali e dimostrativi sia come collettivo ma anche singolarmente.

## Discografia

### Album
- Notes From the Underground (1º gennaio, 1992)
- It's a Jungle in Here (18 ottobre, 1993)
- Friday Afternoon in the Universe (24 gennaio, 1995)
- Shack-man (15 ottobre, 1996)
- Farmer's Reserve (11 febbraio, 1997)
- Bubblehouse (8 aprile, 1997)
- Combustication (25 agosto, 1998)
- Combustication Remixes (20 aprile, 1999)
- Last Chance to Dance Trance (perhaps) (12 ottobre 1999)
- Tonic (25 aprile 2000)
- The Dropper (24 ottobre, 2000)
- Electric Tonic (31 ottobre, 2001)
- Uninvisible (9 aprile, 2002)
- End Of The World Party (just in case) (7 settembre, 2004)
- Note Bleu-Best of the Blue Note Years 1998-2005 (4 aprile, 2006)
- Out Louder (con la partecipazione di John Scofield) (26 settembre, 2006)
- Let's Go Everywhere (8 gennaio, 2008)
- Zaebos (19 agosto, 2008)
- Radiolarians (30 settembre, 2008)
- Juice (con la partecipazione di John Scofield) (26 settembre, 2014)

### Compilations
- Last Chance to Dance Trance (perhaps) (12 ottobre 1999)
- Note Bleu-Best of the Blue Note Years 1998-2005 (4 aprile, 2006)

### Remix EP's
- Bubblehouse (8 aprile, 1997)
- Combustication Remixes (20 aprile, 1999)